# Línguas malaicas

Distribuição das línguas malaicas no Sudeste Asiático

As línguas malaicas são um subgrupo de línguas da família austronésia. Ele é um subgrupo genético que abrange o malaio e as línguas e dialetos relacionadas a ele, como o indonésio. Acredita-se que as línguas malaicas sejam originárias de Bornéu Ocidental, e que os povos falantes migraram de Bornéu à parte sul da ilha de Sumatra, onde o malaio provavelmente originou-se, e à península Malaia pelo mar. O termo foi usado pela primeira vez por Dyen 1965.